# Plaza del Sol (Perú)
Plaza del Sol es una cadena de centros comerciales en Perú opero por el Grupo Patio, conocida por su presencia en diversas ciudades del país. Estos establecimientos ofrecen una variedad de tiendas, servicios y opciones de entretenimiento.

## Historia
El primer centro comercial Plaza del Sol se inauguró en Piura en 2004, convirtiéndose en el pionero en el norte del país. Este establecimiento se ubica en el centro histórico de la ciudad, congregando a importantes establecimientos como Falabella y Cineplanet.
En diciembre de 2008, el Grupo Romero inauguró otro centro comercial Plaza del Sol en Ica. Este complejo, ubicado en la cuadra 7 de la avenida San Martín, albergó tiendas como Sodimac, Tottus y un complejo de salas de Cinerama. La inversión superó los 8 millones de dólares.
A finales de febrero de 2011, inauguraron Plaza del Sol Norte Chico en Huacho. En diciembre de ese mismo año, tras 16 meses de construcción, inauguraron su segundo centro comercial en Piura denominado Plaza de la Luna (actualmente llamado Plaza del Sol Grau), proyecto que demandó una inversión de 40 millones de dólares y cuenta con más de 100 locales comerciales.
En 2022, el Plaza del Sol Centro en Piura, operado por Grupo Patio Perú, inauguró el «Boulevard Sostenible». Este proyecto renovó el boulevard del jirón Ayacucho con 100 sombreros de paja toquilla, patrimonio cultural de la región, elaborados por comunidades de mujeres artesanas. La iniciativa incluyó iluminación LED de bajo consumo.

## Controversias
En marzo de 2024, la Municipalidad Provincial de Piura sancionó al centro comercial Plaza del Sol con una multa de 2575 soles por arrojar aguas servidas en la vía pública, específicamente en el jirón Huancavelica. La acción generó malestar entre peatones y conductores.
En febrero de 2025, el centro comercial Plaza Sol en Huacho fue clausurado temporalmente tras una inspección municipal que detectó deficiencias en su infraestructura, representando potenciales riesgos para usuarios y trabajadores. De la misma manera, en Piura, la Municipalidad Provincial y la Fiscalía realizaron una inspección al centro comercial Plaza del Sol Grau, donde se detectaron filtraciones en el drenaje de desagüe en el sótano y goteras en el sistema de aire acondicionado. Estas medidas se tomaron en el contexto de una serie de inspecciones a centros comerciales en todo el Perú, tras el colapso del techo en el Real Plaza de Trujillo.